# 정상 상태
정상 상태(定常狀態, 영어: steady state)는 시스템 이론에서 시스템 또는 프로세스의 동작을 정의하는 변수(상태 변수라고 함)가 시간에 따라 변하지 않는 경우를 지칭한다. 연속 시간에서 정상 상태는 시스템의 해당 속성 p에 대해 시간에 대한 편미분이 0이고 다음과 같이 유지됨을 의미한다.
{\displaystyle {\frac {\partial p}{\partial t}}=0\quad {\text{for all present and future }}t.}
이산 시간에서는 각 속성의 첫 번째 차이가 0이고 다음과 같이 유지됨을 의미한다.
{\displaystyle p_{t}-p_{t-1}=0\quad {\text{for all present and future }}t.}
정상 상태라는 개념은 많은 분야와 관련이 있는데, 특히 열역학, 경제학, 공학과 관련이 있다.

## 같이 보기
- 전이 상태
- 정상 상태 (화학)
- 정상 상태 (생화학)